# فتح الرحمن محمد الفضيل
فتح الرحمن محمد الفضيل (مواليد 15 فبراير 1980) هو طبيب وسياسي ومفكر وأديب سوداني، وعضو في المجلس الوطني السوداني.

## بداياته
ولد في مدينة كوستي في 15 فبراير 1980م، درس فيها مراحله الابتدائية والثانوية ومن ثم جامعة الخرطوم، عمل في مجال حقوق الإنسان وأسس عدد من المنظمات الإنسانية التي عملت في دارفور والنيل الأزرق وكردفان ابان الحروب الأهلية، يعتبر من مؤسسي الحركة الشبابية للعدالة والتنمية، وهو أحد كوادر الحركة الإسلامية في السودان.

## المراحل التعليمية
- درس جميع المراحل الدراسية بمدينة كوستي ولاية النيل الأبيض.
- كلية الطب بجامعة الخرطوم

## العمل العام
- متحدثاً وأميناً سياسياً لتنظيم المؤتمر الوطني بجامعة الخرطوم.
- مؤسس لعدد من المنظمات الطوعية الوطنية التي عملت في مجال العمل الإنساني.
- عضو الدائرة الصحية القومية بالمؤتمر الوطني بالسودان.[2]
- رئيس تحالف قوى الإعلان الوطني.[3]
- عضو المجلس الوطني 2017 - 2020.
- المدير التنفيذي لاتحاد أطباء السودان.
- رئيس حزب بناة المستقبل.[4]
- عضو اللجنة العليا لمبادرة الشيخ الطيب الجد.